# Leonardo Saldaña
Leonardo Saldaña (Neiva, Huila, Colombia; 8 de diciembre de 1989) es un futbolista colombiano. Juega de lateral y actualmente milita en Alianza F.C. de la Categoría Primera A de Colombia.

## Clubes
| Club                 | País                | Año                 | Partidos | Goles |
| -------------------- | ------------------- | ------------------- | -------- | ----- |
| Expreso Rojo         | Colombia            | 2008 - 2011         | 99       | 9     |
| Atlético Bucaramanga | Colombia            | 2011                | 19       | 1     |
| Expreso Rojo         | Colombia            | 2012                | 19       | 1     |
| Uniautónoma          | Colombia            | 2012                | 11       | 0     |
| Jaguares de Córdoba  | Colombia            | 2013 - 2016         | 125      | 3     |
| Alianza Petrolera    | Colombia            | 2017 - 2019         | 45       | 0     |
| Jaguares de Córdoba  | Colombia            | 2020                | 14       | 0     |
| Alianza Petrolera    | Colombia            | 2021 - Presente     | 51       | 1     |
| Total en su carrera  | Total en su carrera | Total en su carrera | 383      | 15    |

## Palmarés

### Campeonatos nacionales
| Título    | Club                | País     | Año  |
| --------- | ------------------- | -------- | ---- |
| Primera B | Uniautónoma F. C.   | Colombia | 2013 |
| Primera B | Jaguares de Córdoba | Colombia | 2014 |